# Julia Axen
Julia Axen, eigentlich Christa Lubbe (* 19. März 1937 in Birkenwerder; † 6. November 2022 in Berlin), war eine deutsche Schlager- und Chansonsängerin.

## Leben
Bereits als Schülerin sang sie im Kirchenchor in Birkenwerder. Nach dem Ende der Schule absolvierte sie eine Lehre im Verlag Die Wirtschaft. Sie sang und spielte zunächst in einem Jugendclub Gitarre. Während einer Festveranstaltung zu Ostern 1954 lernte sie den damals bekannten Schlagersänger Heinz Schultze kennen, der ihre musikalische Betreuung übernahm, und den sie heiratete. Im Sommer 1955 trat sie erstmals im Rundfunk In der Radiosendung Per Draht gefragt auf, in der sie danach moderierte. Mit dem Titel Baby, ich geh’ mit Vati aus stellte sie sich mit dem Orchester Alo Koll in der Fernsehsendung Da lacht der Bär 1956 ihrem Publikum vor. Nach diesem Auftritt schloss sie bei Polydor ihren ersten Plattenvertrag ab. Dort erfolgten 1957 die Aufnahmen zur Single von Deine Liebe, der ersten deutschen Version des Erfolgshits True Love, und Überall aus der Welt, gefolgt von weit über 100 anderen Titeln bei dieser und anderen Plattenfirmen, vor allem bei Amiga.
Ihre großen Erfolge feierte die durch eine Filmrolle von Marika Rökk zu ihren Künstlernamen inspirierte Sängerin seit dem Ende der 1950er Jahre in Ostberlin.
In den 1970er Jahren blieben Auftritte im Radio und Fernsehen aus, weil ihre Tochter einen Türken geheiratet hatte und mit ihm in den Westen gegangen war. Seit dieser Zeit trat sie zunehmend auch als Chansoninterpretin in Erscheinung. 1984 nahm sie an dem von Frank Schöbel initiierten Projekt Alt wie die Welt teil, bei dem sie mit allen 420 Gesangssolisten der DDR das gleichnamige Lied sang.
Julia Axen stand 60 Jahre auf der Bühne. In der Rundfunksendung Kofferradio von Siegfried Trzoß nahm sie 2017 in seiner 600. Sendung Abschied von ihrer künstlerischen Laufbahn. Sie war dreimal verheiratet, hatte aus zwei Ehen Kinder und lebte in Berlin-Rahnsdorf (Ortsteil Hessenwinkel). Julia Axen verstarb 85-jährig im Seniorenzentrum Berlin-Friedrichshagen.

## Diskografie (Auswahl)

### Alben, Kompilationen
- 1988: Das Porträt: Julia Axen. LP, AMIGA
- 1999: Meine Oldies. CD
- 2001: Eine Welt ohne dich. CD

### Singles
- 1957: Deine Liebe. Polydor
- 1957: Noch nie war der Flieder so weiß. Polydor
- 1958: Traumkonzert. AMIGA
- 1959: Jeden Tag verliebt sein. AMIGA

## Filmografie
- 1957: Die Verwandlung der Helga S. (Solistin)[8]
- 1961: Junge Herzen (Darstellerin)[8]
- 1962: Revue um Mitternacht (Solistin)